# Allgemeine illustrierte Judenzeitung
Die Allgemeine illustrierte Judenzeitung war eine deutschsprachige jüdische Wochenzeitung, die von 1860 bis 1862 in Pest im Königreich Ungarn in der Habsburgermonarchie erschienen ist. Das liberale Blatt richtete sich an das jüdische deutschlesende Bildungsbürgertum in der ungarischen Hauptstadt und thematisierte, neben Nachrichten mit jüdischem Bezug aus dem In- und Ausland, die Geschichte, Kultur und Religion des Judentums. Ein Schwerpunkt lag auf biographischen Artikeln zu bekannten jüdischen Persönlichkeiten. Von besonderem Wert sind die zahlreichen Illustrationen der Zeitung, für deren Anfertigung von der Redaktion Künstler angestellt wurden. Das weitgehende Fehlen von Illustrationen in späteren Ausgaben deutet jedoch darauf hin, dass die Zeitung nicht mehr kostendeckend erscheinen konnte. Auch die Vereinigung mit der vom Oberrabbiner Wolff Meisel herausgegebenen Literaturzeitschrift Carmel konnte den offensichtlichen Leserschwund nicht mehr aufhalten. Ende 1862 musste die Allgemeine illustrierte Judenzeitung aus finanziellen Gründen eingestellt werden.